# Potter (Nebraska)
Potter é uma vila localizada no estado americano de Nebraska, no Condado de Cheyenne.

## Demografia
Segundo o censo americano de 2000, a sua população era de 390 habitantes.
Em 2006, foi estimada uma população de 402, um aumento de 12 (3.1%).

## Geografia
De acordo com o United States Census Bureau, a localidade tem uma área de 1,3 km², sem área coberta por água. Potter localiza-se a aproximadamente 1341 m acima do nível do mar.

## Localidades na vizinhança
O diagrama seguinte representa as localidades num raio de 36 km ao redor de Potter.